# Arachis glandulifera
Arachis glandulifera es una especie de planta floral del género Arachis, categorizada en la tribu Dalbergieae, de la subfamilia Faboideae.

## Distribución
Especie nativa de América del Sur: Brasil. Crece en el bioma tropical.

## Taxonomía
Fue descrita por Stalker.
Tratamiento taxonómico
La especie aparece registrada y publicada en American Journal of Botany 78: 633 (1991).